# Camandona
Camandona é uma comuna italiana da região do Piemonte, província de Biella, com cerca de 400 habitantes. Estende-se por uma área de 9 km², tendo uma densidade populacional de 44 hab/km². Faz fronteira com Bioglio, Callabiana, Pettinengo, Piatto, Trivero, Vallanzengo, Valle San Nicolao, Veglio.

## Demografia
| Variação demográfica do município entre 1861 e 2011                               |
|                                                                                   |
| Fonte: Istituto Nazionale di Statistica (ISTAT) - Elaboração gráfica da Wikipedia |